# 日比野裕史
日比野 裕史（ひびの ひろふみ、1981年5月16日 - ）は、日本の作詞家、作曲家、編曲家、ギタリスト、音楽プロデューサーである。岐阜県出身。エイベックス・マネジメント所属。

## 経歴
- 幼少の頃ピアノに興味を持ち音楽を始める。
- 2005年に第1回avex artist academyスカラシップオーディションに参加し合格。在学中にtearbridge production所属作家となる。

## 楽曲提供
アイドリング!!!
- 「草食系カーニバル」（編曲）
- 「S.O.W. センスオブワンダー」（作曲・編曲）
- 「機種変エクスタシィ」（作曲・編曲）
- 「Iのスタンダード」（作曲・編曲）
- 「プールサイド大作戦」（作曲）
- 「GO EAST!!! GO WEST!!!」（作曲）
- 「eve」（作曲・編曲）
- 「StarGirl★StarBoy」（編曲）
- 「キャラメルラテ飲み行こー!」（編曲）
- 「やらかいはぁと」（作曲）
- 「粉雪が舞う街並みで」（作曲）
- 「いち恋」（作曲・編曲）
- 「4U」（作曲・編曲）
- 「恋の20連鎖!!」（作曲・編曲）
- 「MAMORE!!!」（作曲・編曲）
- 「One Up!!!」（編曲）
- 「サヨナラ純情」（作曲・編曲）
- 「Secret Xmas」（作曲）
- 「voice」（作曲・編曲）
- 「Bon Voyage!」（作曲・編曲）
- 「Wing」（作曲・編曲）

iDOL Street
- 「Love & Peace Forever」（編曲）

蒼井翔太
- 「Tone」（編曲）
- 「PSYCHO:LOGY」（作曲・編曲）

AZU
- 「コイイロ」（作曲・編曲）

i☆Ris
- 「YuRuYuRuハッピーデイズ」（編曲）

綾小路翔・後藤真希
- 「Non stop love 夜露死苦!!」（編曲）

猪飼ヒフミ（こやまきみこ）
- 「Cosmic Light」（作曲）

岩永洋昭
- 「セイブ ザ ライフ」（編曲）

X21
- 「マジカル☆キス」（作曲・編曲）
- 「3度目のFirst love」（作曲・編曲）
- 「夏だよ!!」（編曲）
- 「笑顔のプロローグ」（作曲）
- 「鏡の中のパラレルガール」（桑谷実沙・渡辺徹・大西克巳と共作曲）
- 「Holy☆Holiday」（桑谷実沙・渡辺徹・大西克巳と共作曲）
- 「Dear. Darlin'」（編曲）
- 「現実から逃げるから現実がツラいんだ」（渡辺徹と共編曲）
- 「Friday Night Party」（編曲）
- 「My Darling」（渡辺徹・丸山真由子・大西克巳と共作曲・渡辺徹と共編曲）
- 「デスティニー」（渡辺徹と共編曲）
- 「Code of Canon」（丸山真由子・渡辺徹・大西克巳と共作曲・渡辺徹と共編曲）
- 「True Gate」（渡辺徹と共編曲）
- 「Beautiful X」（渡辺徹・桑谷実沙・大西克巳と共作曲）

Every Little Thing
- 「wonder love」（作曲）

ガーディアンズ4
- 「School Days」（編曲）
- 「PARTY TIME」（作曲・編曲）

柿原徹也
- 「Endless Journey」（編曲）
- 「Continue」（作曲・編曲）

加藤和樹
- 「欲情-libido-」（作曲）
- 「JUST YOU」（作曲）
- 「灼熱フィンガーでFEVER!」（作曲）
- 「あなたと出会えて僕は幸せでした」（作曲）

上木彩矢
- 「248 Mile」（編曲）
- 「Japanese Rockin' Girls」（作曲・編曲）

北乃きい
- 「Brand new way」（作曲・編曲）
- 「いつかきっとあなたへ」（作詞・作曲・編曲）

CLUB PRINCE
- 「Greatful Days」（作曲）

倖田來未
- 「運命」（作曲）

ココア男。
- 「Let me free ～強引なほど、、、」（作曲・編曲）
- 「CROSS MIND」（作曲・編曲）
- 「Do It!!!」（作詞・作曲・編曲）
- 「君がいたから」（作曲）

後藤真希
- 「your song」（作曲）
- 「YOU」（作曲）

ジャニーズ事務所関連
- 関ジャニ∞
  - 「道標」（作曲・編曲）
- Kis-My-Ft2
  - 「永遠のチケット」（編曲）
  - 「Kis-My-Venus」（作詞・作曲・編曲）
- KinKi Kids
  - 「夢幻ノスタルジー」（作曲・編曲）
- ジャニーズJr.
  - 「限界メーター」（作曲・編曲）
- タッキー&翼
  - 「Hey!! Listen to the music」（作曲）
  - 「TINY PIRATES」（編曲）
  - 「Luv the Shangri-la」（編曲）
  - 「山手線外回り feat.GUSSAN」（作詞・作曲・編曲）
  - 「Our Song」（作詞・作曲・編曲）
  - 「山手線内回り〜愛の迷路〜」（作詞・作曲・編曲）
- テゴマス
  - 「はじめての朝」（作曲）
- NEWS
  - 「TEPPEN」（作詞・作曲）
  - 「シャララタンバリン」（編曲）
  - 「HAPPY MUSIC」（編曲）
- V6
  - 「Live Show」（作詞・作曲）
  - 「Liar」（作曲）
  - 「Medicine」（編曲）
- 20th Century
  - 「夜汽車ライダー」（作曲）
- 長野博
  - 「My life」（作曲）
- Veteran（関西ジャニーズJr.）
  - 「S.O.S.」（作曲・編曲）
- Ya-Ya-yah
  - 「サマー×サマー×サマー!」（作詞・作曲）

しゅごキャラエッグ!
- 「みんなのたまご」（作曲）

JOKER
- 「Liar」（編曲）
- 「Rolling Life」（編曲）
- 「Just be with you」（編曲）

JONTE
- 「Daydream」（作曲・編曲）

SUPER☆GiRLS
- 「イッチャって♪ ヤッチャって♪」（渡辺徹と共編曲）
- 「明日を信じてみたいって思えるよ」（渡辺徹と共編曲）
- 「はじまりエール」（作曲・渡辺徹と共編曲）
- 「WELCOME☆夏空ピース!!!!!」（桑谷実沙と共作曲・編曲）
- 「STORY」（作曲・編曲）

鈴木亜美
- 「Future」（作曲）

Sowelu
- 「マンネリズム feat. RYO-Z (RIP SLYME)」（作曲・編曲）

高崎愛梨
- 「Dream yourself」（作曲）

貴水博之
- 「Everyday」（大西克巳・丸山真由子・渡辺徹と共作曲）

多田宏
- 「Wild Card」（作曲・編曲）

玉置成実
- 「New World」（作詞・作曲）

玉木宏
- 「Start of life」（作曲）

ChocoLe
- 「STAR☆WISH」（編曲）

月読ミヤビ（川瀬晶子）
- 「愛の羽根」（作曲）
- 「群れに帰れない鳥」（作曲）

DJ OZMA
- 「MASURAO」（作曲・編曲）
- 「アゲ♂アゲ♂EVERY☆騎士 バラードver」（編曲）
- 「DRINKIN'BOYS」（編曲）
- 「BA・BA・BA BIRTHDAY SONG」（作曲・編曲）
- 「Bye-Bye」（編曲）
- 「Do you remember rockn roll radio」（編曲）

Do As Infinity
- 「mannequin」（作曲）

東京パフォーマンスドール（TPD）
- 「TRICK U」（作曲）

Dream5
- 「Lucky Days」（作曲・編曲）
- 「ありがとう 〜君に届けたいMelody〜」（作曲）
- 「シュンカシュウトウ」（作曲・編曲）
- 「Like & Peace!」（編曲）
- 「キラキラ Every day」（編曲）
- 「にちようび」（編曲）
- 「二人だけの流れ星」（作曲・編曲）
- 「I★my★me★mine」（編曲）
- 「ロックンロール県庁所在地」（編曲）
- 「ドレミファソライロ」（作曲・編曲）
- 「Hop! Step! ダンス↑↑」（作曲）
- 「パラリルラ♪」（作曲・編曲）
- 「みんなで手をつなごう」（編曲）
- 「きっとずっとHappy!」（作曲・編曲）
- 「ようかい体操第一」（編曲）

AAA
- 「Love Candle」（作曲）
- 「ZAPPER」（作曲）
- 「Crying Freeman」（作曲）
- 「Jamboree!」（作曲・編曲）
- 「As I am」（作曲）
- 「One」（作曲）
- 「777 〜We can sing a song!〜」（作曲）
- 「Wake up!」（作曲・編曲）
- 「涙のない世界」(作曲)

中川あゆみ
- 「事実 〜12歳で私が決めたコト〜」（編曲）
- 「大人を見て思うこと」（編曲）

中川翔子
- 「Spiral」（作曲）
- 「Dangerous wild,you are!」（作曲・編曲）

長瀬実夕
- 「Rose」（作曲）
- 「Miraculous Night」（編曲）

浪川大輔
- 「Dreamer」（編曲）

長谷川恵美
- 「セイブ ザ スマイル」（編曲）

伴都美子
- 「HOLY PLANET」（作曲）

B.A.D.
- 「Moments」（作詞・作曲・編曲）

日野茜（赤﨑千夏）
- 「熱血乙女A」（編曲）

福原香織とRAB
- 「トロ子のランナンバン」（編曲）

マジカル☆どりーみん
- 「マジカル☆チェンジ」（作曲・編曲）

マナカケンゴ（寺坂頼我）、シズマユナ（豊田ルナ）、ヒジリアキト（金子隼也）
- 「Believer」（編曲）

水樹奈々
- 「Sugar Doughnuts」（渡辺徹と共編曲[1]）

宮脇詩音
- 「Loving You...」（作曲）

ももいろクローバーZ
- 「BUTTOBI!」（編曲）
- 「One Night Carnival」（編曲）（トリビュートアルバム『All Night Carnival』収録曲）

矢島美容室
- 「ニホンノミカタ -ネバダカラキマシタ-」（編曲）
- 「SAKURA-ハルヲウタワネバダ-」（編曲）
- 「はまぐりボンバー」（編曲）
- 「メガミノチカラ」（編曲）
- 「mamaに絶対恋してる」（編曲）
- 「爪の先まであなただった」（編曲）
- 「ニホンジンニナリタイ」（編曲）
- 「Miracle」（編曲）
- 「映画みたいな恋したい」（編曲）
- 「ピンクボンバー」（編曲）
- 「ハーフムーン」（編曲）

Lead
- 「ギラギラRomantic」（編曲）

Lay
- 「Smiling!」（作曲・編曲）
- 「Flower」（作曲・編曲）